# Bob Nevin
Robert Frank "Bob" Nevin, född 18 mars 1938 i Timmins i Ontario, död 21 september 2020 i Ontario, var en kanadensisk professionell ishockeyforward som tillbringade 18 säsonger i den nordamerikanska ishockeyligan National Hockey League (NHL), där han spelade för ishockeyorganisationerna Toronto Maple Leafs, New York Rangers, Minnesota North Stars och Los Angeles Kings. Han producerade 726 poäng (307 mål och 419 assists) samt drog på sig 211 utvisningsminuter på 1 128 grundspelsmatcher. Han spelade också för Edmonton Oilers i World Hockey Association (WHA); Rochester Americans i American Hockey League (AHL) och Toronto Marlboros i OHA-Jr.
Nevin vann två raka Stanley Cup-titlar med Toronto Maple Leafs för säsongerna 1961–1962 och 1962–1963.

## Statistik
| 1954–1955      | Toronto Marlboros        | OHA-Jr.        | 3    | 0   | 0   | 0   | 0   | —  | —  | —  | —  | —  |
| 1955–1956      | Toronto Marlboros        | OHA-Jr.        | 48   | 34  | 31  | 65  | 34  | 11 | 7  | 4  | 11 | 7  |
| 1956–1957      | Toronto Marlboros        | OHA-Jr.        | 51   | 45  | 29  | 74  | 52  | 9  | 5  | 6  | 11 | 13 |
|                | Rochester Americans      | AHL            | 1    | 0   | 0   | 0   | 0   | —  | —  | —  | —  | —  |
| 1957–1958      | Toronto Maple Leafs      | NHL            | 4    | 0   | 0   | 0   | 0   | —  | —  | —  | —  | —  |
|                | Rochester Americans      | AHL            | 1    | 0   | 2   | 2   | 0   | —  | —  | —  | —  | —  |
|                | Toronto Marlboros        | OHA-Jr.        | 50   | 32  | 39  | 71  | 29  | 13 | 13 | 10 | 23 | 15 |
| 1958–1959      | Toronto Maple Leafs      | NHL            | 2    | 0   | 0   | 0   | 2   | —  | —  | —  | —  | —  |
|                | Rochester Americans      | AHL            | 21   | 3   | 3   | 6   | 6   | —  | —  | —  | —  | —  |
|                | Saguenéens de Chicoutimi | LHSQ           | 35   | 16  | 8   | 24  | 12  | —  | —  | —  | —  | —  |
| 1959–1960      | Rochester Americans      | AHL            | 71   | 32  | 42  | 74  | 10  | 12 | 6  | 4  | 10 | 4  |
| 1960–1961      | Toronto Maple Leafs      | NHL            | 68   | 21  | 37  | 58  | 13  | 5  | 1  | 0  | 1  | 2  |
| 1961–1962      | Toronto Maple Leafs      | NHL            | 69   | 15  | 30  | 45  | 10  | 12 | 2  | 4  | 6  | 6  |
| 1962–1963      | Toronto Maple Leafs      | NHL            | 58   | 12  | 21  | 33  | 4   | 10 | 3  | 0  | 3  | 2  |
| 1963–1964      | Toronto Maple Leafs      | NHL            | 49   | 7   | 12  | 19  | 26  | —  | —  | —  | —  | —  |
|                | New York Rangers         | NHL            | 14   | 5   | 4   | 9   | 9   | —  | —  | —  | —  | —  |
| 1964–1965      | New York Rangers         | NHL            | 64   | 16  | 14  | 30  | 28  | —  | —  | —  | —  | —  |
| 1965–1966      | New York Rangers         | NHL            | 69   | 29  | 33  | 62  | 10  | —  | —  | —  | —  | —  |
| 1966–1967      | New York Rangers         | NHL            | 67   | 20  | 24  | 44  | 6   | 4  | 0  | 3  | 3  | 2  |
| 1967–1968      | New York Rangers         | NHL            | 74   | 28  | 30  | 58  | 20  | 6  | 0  | 3  | 3  | 4  |
| 1968–1969      | New York Rangers         | NHL            | 71   | 31  | 25  | 56  | 14  | 4  | 0  | 2  | 2  | 0  |
| 1969–1970      | New York Rangers         | NHL            | 68   | 18  | 19  | 37  | 8   | 6  | 1  | 1  | 2  | 2  |
| 1970–1971      | New York Rangers         | NHL            | 78   | 21  | 25  | 46  | 10  | 13 | 5  | 3  | 8  | 0  |
| 1971–1972      | Minnesota North Stars    | NHL            | 72   | 15  | 19  | 34  | 6   | 7  | 1  | 1  | 2  | 0  |
| 1972–1973      | Minnesota North Stars    | NHL            | 66   | 5   | 13  | 18  | 0   | —  | —  | —  | —  | —  |
| 1973–1974      | Los Angeles Kings        | NHL            | 78   | 20  | 30  | 50  | 12  | 5  | 1  | 0  | 1  | 2  |
| 1974–1975      | Los Angeles Kings        | NHL            | 80   | 31  | 41  | 72  | 19  | 3  | 0  | 0  | 0  | 0  |
| 1975–1976      | Los Angeles Kings        | NHL            | 77   | 13  | 42  | 55  | 14  | 9  | 2  | 1  | 3  | 4  |
| 1976–1977      | Edmonton Oilers          | WHA            | 13   | 3   | 2   | 5   | 0   | —  | —  | —  | —  | —  |
| NHL totalt     | NHL totalt               | NHL totalt     | 1128 | 307 | 419 | 726 | 211 | 84 | 16 | 18 | 34 | 24 |
| AHL totalt     | AHL totalt               | AHL totalt     | 94   | 35  | 47  | 82  | 18  | 12 | 6  | 4  | 10 | 4  |
| OHA-Jr. totalt | OHA-Jr. totalt           | OHA-Jr. totalt | 152  | 111 | 99  | 210 | 115 | 33 | 25 | 20 | 45 | 35 |